# Александар Стоянович
Александар «Дика» Стоянович (серб. Александар Cтojaнoвић / Aleksandar Stojanović ; 19 червня 1954, Крагуєваць) — югославський футболіст, що грав на позиції воротаря. Після завершення кар'єри гравця — сербський тренер воротарів.

## Кар'єра

### Клубна кар'єра
Дорослу кар'єру розпочав у клубі «Раднички» з Крагуєваця.
У 1976 році перейшов до белградської «Црвени Звезди», де захищав ворота клубу протягом семи сезонів. Стоянович зіграв за белградський клуб 143 матчі в чемпіонаті країни, тричі ставав чемпіоном Югославії в сезоні 1976/77, 1979/80 та 1980/81, а також завоював Кубок країни 1981/82. У розіграші Кубка УЄФА 1978/79, де «Црвена» поступилася у фіналі «Борусії» з Менхенгладбаха, Стоянович зіграв усі 12 матчів плей-оф, і став одним із ключових гравців команди.
У 1983 році перейшов у грецький клуб «Егалео», де виступав два сезони. Пізніше грав один сезон за інший грецький клуб «Діагорас» з міста Родос.
У 1986 році повернувся до Югославії, виступав один сезон за клуб «Воєводина» з Нові-Саду, де і завершив кар'єру гравця.

### У збірній
Залучався до молодіжної збірної Югославії, з якою став чемпіоном Європи 1978 року.
Наступного року входив до складу олімпійської збірної Югославії, яка виграла футбольний турнір на Середземноморських іграх у Спліті 1979 року), але участі у матчах не брав.
У 1979 році зіграв два товариські матчі за національну збірну Югославії, де югослави здобули перемоги — над збірною Італії (4:1) та збірною Аргентини (4:2).

### Кар'єра тренера
Після завершення кар'єри воротаря працював тренером воротарів у «Црвені Звезді». Надалі входив до тренерського штабу сербського спеціаліста Славолюба Муслина в клубах зі Східної Європи — «Левські» (2001—2003), знову «Црвена Звезда» (2003—2004), донецький «Металург» (2004—2005), московський «Локомотив» (2006) та «Краснодар» (2013).

## Досягнення
- Чемпіон Югославії: 1976/77, 1979/80, 1980/81
- Володар Кубка Югославії: 1981/82
- Фіналіст Кубка УЄФА: 1978/79
- Чемпіонат Європи серед молодіжних команд: 1978
- Переможець Середземноморських ігор: 1979